# Julia Borgström
Julia Borgström   (Skanör med Falsterbo, 9 de juny de 2001) és una ciclista de carretera professional sueca que milita a l'equip AG Insurance - Soudal Quick-Step (UCI Women's Team) des del 2020.

## Trajectòria
El 2018, Borgström va proclamar-se campiona júnior sueca tant de contrarellotge com de carretera i va aconseguir la victòria de la tercera etapa de la Watersley Ladies Challenge. L'any següent va iniciar-se al ciclisme d'elit a través del programa de desenvolupament de l'AG Insurance - NXTG, equip des d'on va fer el salt al professionalisme el 2020. La seva primera temporada al pilot professional es va veure alterada per la pandèmia de covid-19, fet que va reduir-ne molt les competicions. Tot i això, Borgström va poder debutar a la prova en línia dels Campionats del món amb la seva selecció. Després de completar el 2021 amb força discreció, el 2022 va aconseguir la victòria en la classificació de joves a la RideLondon-Classique i el subcampionat a la prova de contrarellotge dels estatals de ciclisme de Suècia, on va quedar tercera a la prova en línia. A més, va quedar tercera a la classificació de joves de la primera edició del Tour de França femení, prova on va vestir el mallot blanc una etapa.

## Palmarès
- 2018
  -  Campiona de Suècia en ruta junior
  -  Campiona de Suècia en contrarellotge junior
  - 3a etapa de la Watersley Ladies Challenge

### Resultats a les Gran Voltes

#### Giro d'Itàlia
- 2024: Abandona a la 7a etapa

#### Tour de França
- 2022: 32a posició
- 2023: 47a posició

#### Volta a Espanya
- 2025: 74a posició